# Herbert Christopher Robinson
Herbert Christopher Robinson (4 de noviembre de 1874 – junio de 1929) fue un zoólogo británico y ornitólogo. Es principalmente conocido por haber concebido e iniciar el importante texto ornitológico de referencia Las Aves de la Península malaya.
Robinson nació en Liverpool en una familia grande que incluido muchos brokers, abogados, y académicos. Fue educado en Marlborough Universidad, aunque no completó sus estudios debido a mala salud. Intentó participar de una expedición de recolección a Guinea Nueva pero se malogró debido a enfermedad.  Trabajó en el Liverpool Museo con Henry Ogg Forbes antes de visitar el Federated Estados malayos donde más tarde aceptó la Dirección de Museos. Vivió en Selangor de 1903 a 1926, haciendo una visita a Inglaterra en 1920. Se retiró del servicio civil en 1926 y empezó a preparar un texto ilustrado comprensible de las aves de la Península malaya.  De ese trabajo produjo los primeros dos volúmenes y mucho del manuscrito de un tercero, antes de fallecer en Oxford en junio de 1929.  Su trabajo fue finalmente completado, en cinco volúmenes, por otros.

## Abreviatura (zoología)
La abreviatura RobinsOn  se emplea para indicar a Herbert Christopher Robinson como autoridad en la descripción y taxonomía en zoología.

[cita requerida]